# Kerrica Hill
Kerrica Hill (* 6. März 2005) ist eine jamaikanische Leichtathletin, die im Sprint sowie im Hürdenlauf an den Start geht. Seit 2022 hat sie die U18-Weltbestleistung im 100-Meter-Hürdenlauf.

## Sportliche Laufbahn
Erste Erfahrungen bei internationalen Meisterschaften sammelte Kerrica Hill im Jahr 2021, als sie bei den U18-NACAC-Meisterschaften in San José in 13,68 s die Silbermedaille im 100-Meter-Hürdenlauf gewann und mit der jamaikanischen 4-mal-100-Meter-Staffel in 45,49 s siegte. Anschließend belegte sie bei den U20-Weltmeisterschaften in Nairobi in 11,67 s den siebten Platz im 100-Meter-Lauf und siegte mit der Staffel mit neuem U20-Weltrekord von 42,94 s. Im Jahr darauf lief sie im April in Jamaika die 100 m Hürden in 12,71 s über die U18-Höhe und stellte damit eine neue U18-Weltbestleistung auf. Im August siegte sie dann bei den U20-Weltmeisterschaften in Cali in 12,77 s über die Standardhürden der Frauen und markierte auch damit eine U18-Weltbestleistung. Zudem siegte sie dort mit der Staffel mit neuer Weltrekordzeit von 42,59 s. 2024 verteidigte sie bei den U20-Weltmeisterschaften in Lima in 12,99 s ihren Titel über 100 m Hürden.

## Persönliche Bestzeiten
- 100 Meter: 11,16 s (+1,2 m/s), 6. April 2022 in Kingston
- 60 Meter (Halle): 7,10 s, 25. Februar 2023 in Kingston
- 200 Meter: 23,57 s (−1,7 m/s), 16. März 2022 in Spanish Town
- 100 m Hürden: 12,75 s (−0,1 m/s), 22. April 2023 in Kingston